# Derendingen (Tübingen)
Derendingen is een plaats in de Duitse gemeente Tübingen, deelstaat Baden-Württemberg, en telt 5953 inwoners (2007).